# 29. јул
29. јул (29.07.) је 210. дан године по грегоријанском календару (211. у преступној години). До краја године има још 155 дана.

## Догађаји
- 1014 — Византијски цар Василије II је у бици на Беласици нанео тежак пораз војсци цара Самуила.
- 1148 — Опсада Дамаска је окончана тешким поразом крсташа и водила је до прекида Другог крсташког рата.
- 1526 — У походу на Угарску, турска војска после тронедељне опсаде заузела Петроварадин. Турци потом освојили суседне градове у Срему и код Осијека изградили мост на реци Драви, прешли у Угарску и 29. августа потукли, код Мохача, војску краља Лајоша II.
- 1588 — Енглеска флота под командом лорда Хауарда и сер Франсиса Дрејка поразила шпанску Непобедиву армаду код Гравелена.
- 1878 — Почела аустроугарска окупација Босне и Херцеговине, на основу договора европских сила на Берлинском конгресу.
- 1900 — Анархиста Гаетано Бреши у Монци убио италијанског краља Умберта I. Наследио га син Виктор Емануел III. Атентатор 1901. извршио самоубиство.
- 1910 — Убијен је српски четнички војвода Глигор Соколовић од стране два Турчина.
- 1937 — Јапанске трупе окупирале, у Другом кинеско-јапанском рату, кинески град Тјенцин.
- 1940 — Почела битка за Британију Немачке на Уједињено Краљевство у Другом светском рату.
- 1941 — Вишијевска Француска и Јапан потписали споразум о заједничком протекторату над Индокином. Француска наставила управљање Индокином, а Јапан послао трупе.
- 1946 — У Паризу почела мировна конференција земаља-победница у Другом светском рату. Мировни уговори, усаглашени током заседања конференције од 29. јула до 16. октобра, потписани 10. фебруара 1947.
- 1948 — На стадиону „Вембли“ у Лондону отворене прве Олимпијске игре после Другог светског рата.
- 1958 — У САД је усвојен Национални аеро-наутички и свемирски акт, којим је основана НАСА.
- 1967 — Током Вијетнамског рата, у пожару оштећен амерички носач авиона Форестал при чему је погинуло 130 људи.
- 1973 — Грци се на референдуму, који је расписала војна хунта, изјаснили за укидање монархије, а вођа војне хунте, пуковник Јоргос Пападопулос, постао председник Грчке.
- 1981 — У катедрали светог Павла у Лондону венчали се наследник британског престола принц од Велса Чарлс и Дајана Спенсер.
- 1985 — Алан Гарсија инаугурисан за новог председника Перуа и с 36 година постао најмлађи шеф државе на свету.
- 1992 — Бивши источнонемачки комунистички лидер Ерих Хонекер дошао у Берлин после осам месеци боравка у чилеанској амбасади у Москви, да се суочи са оптужницом за смрт многих немачких грађана који су преко Берлинског зида покушали да побегну у тадашњи Западни Берлин.
- 1994 — Бивши италијански премијер Бетино Кракси осуђен на осам и по година затвора под оптужбом за превару. Кракси пресуду дочекао у избеглиштву у Тунису, где је и умро.
- 1996 — Кина извела нуклеарну пробу јачине 4,3 степена Рихтерове скале на Лоп Нору, а потом обећала да ће се убудуће придржавати мораторијума на нуклеарне пробе.
- 1999 — У Сарајеву почео самит Пакта за стабилност Југоисточне Европе. Делегације 39 земаља и представници 17 међународних организација 30. јула усвојили декларацију о демократизацији и економској обнови Балкана. Србији, која није позвана на Самит, поручено да може да се прикључи Пакту када прихвати демократске промене.
- 2005 — Астрономи су објавили откриће Ериде.

## Рођења
- 1805 — Алексис де Токвил, француски политички теоретичар, историчар и дипломата. (прем. 1859)
- 1883 — Бенито Мусолини, италијански диктатор и фашиста. (прем. 1945)
- 1892 — Вилијам Пауел, амерички глумац. (прем. 1984)
- 1898 — Изидор Ајзак Раби, амерички физичар, добитник Нобелове награде за физику (1944). (прем. 1988)
- 1900 — Ејвинд Јонсон, шведски књижевник, добитник Нобелове награде за књижевност (1974). (прем. 1976)
- 1905 — Даг Хамаршелд, шведски економиста, дипломата и политичар, 2. генерални секретар Организације уједињених нација. (прем. 1961)
- 1913 — Гејл Пејџ, америчка глумица и певачица. (прем. 1983)
- 1925 — Микис Теодоракис, грчки композитор. (прем. 2021)
- 1941 — Дејвид Ворнер, енглески глумац. (прем. 2022)
- 1941 — Тома Фила, српски адвокат.
- 1942 — Тони Сирико, амерички глумац. (прем. 2022)
- 1953 — Тереза Орловски, немачка порнографска глумица и продуценткиња.
- 1962 — Карл Кокс, енглески ди-џеј и музички продуцент.
- 1963 — Александра Пол, америчка глумица и модел.
- 1966 — Хуан Антонио Оренга, шпански кошаркаш и кошаркашки тренер.
- 1973 — Стивен Дорф, амерички глумац.[1]
- 1974 — Џош Раднор, амерички глумац, редитељ, сценариста и музичар.
- 1975 — Денис Марконато, италијански кошаркаш.
- 1976 — Јелена Јовичић, српска глумица.
- 1977 — Кимани Френд, јамајкански кошаркаш.
- 1980 — Фернандо Гонзалез, чилеански тенисер.
- 1981 — Фернандо Алонсо, шпански аутомобилиста, возач Формуле 1.
- 1982 — Перо Антић, македонски кошаркаш.
- 1982 — Алисон Мак, америчка глумица.[2]
- 1982 — Катарина Марковић, српска глумица.
- 1987 — Хенесис Родригез, америчка глумица.
- 1990 — Филип Баровић, црногорски кошаркаш.
- 1990 — Иван Ленђер, српски пливач.

## Смрти
- 1108 — Филип I Француски, француски краљ (рођ. 1052)
- 1095 — Ладислав I Свети, краљ Мађарске (1077—1095). (рођ. 1040)
- 1856 — Роберт Шуман, немачки композитор. (рођ. 1810)
- 1877 — Јован Гавриловић је био српски историчар и политичар (рођ. 1796)
- 1890 — Винсент ван Гог, холандски сликар. (рођ. 1853)
- 1979 — Херберт Маркузе, немачки политички филозоф и теоретичар друштва, један од оснивача Франкфуртске школе (рођ. 1898)
- 1983 — Дејвид Нивен, британски позоришни и филмски глумац. Добитник „Оскара“. (рођ. 1910)
- 1983 — Луис Буњуел, шпански филмски режисер. (рођ. 1900)
- 1994 — Дороти Хоџкин, енглески хемичар. (рођ. 1910)
- 2000 — Светозар Стијовић, српски лингвиста (рођ. 1939)
- 2001 — Едвард Гјерек, лидер пољске комунистичке партије.
- 2005 — Милан Миле Лојпур, певач и гитариста (рођ. 1930)
- 2008 — Мате Парлов, један од најтрофејнијих југословенских боксера. (рођ. 1948)
- 2011 — Мухарем Первић, књижевник и публициста, књижевни и позоришни критичар (рођ. 1934)
- 2018 — Оливер Драгојевић, југословенски и хрватски музичар (рођ. 1947)[3]